# Виктор Бубань (лагерь)
«Виктор Бубань» (босн. и хорв. Viktor Bubanj) —  лагерь армии боснийских мусульман, предназначенный для сербов. Располагался на территории бывших югославских казарм в Сараеве в 1992—1996 гг.
Лагерь для гражданских сербов и военнопленных был создан боснийскими мусульманами в мае 1992 года в комплексе казарм, которые до войны использовались Югославской народной армией. В него попадали схваченные на улицах города гражданские сербы, а также военнопленные из числа бойцов Войска Республики Сербской. Из около 5000 сербов, прошедших через лагерь, военнопленные составляли около 10% из них.
Заключенных ежедневно избивали и пытали. Часть погибших умерла в результате переохлаждения, когда заключенных голыми выводили на улицу в холодное время года и поливали водой. Кроме того, сербов в лагере морили голодом. Заболевшим не оказывалась медицинская помощь и многие умерли от дизентерии, воспаления легких и прочих болезней. Также охранники лагеря насиловали заключенных женщин. Некоторые из жертв сексуального насилия затем были убиты.
Заключенных сербов также использовали в целях пропаганды. Взрослых мужчин из числа гражданских лиц одевали в старую армейскую форму, которая оставалась в казармах, и перед съемочными группами из боснийских и западных СМИ представляли как пленных «четников». 
Всего за время существования лагеря в нем было убито или умерло 70 человек. 30 тел погибших не были найдены. 
После войны несколько охранников лагеря были осуждены за совершенные в нем военные преступления.